# Il dottor Jekyll (film 1931)

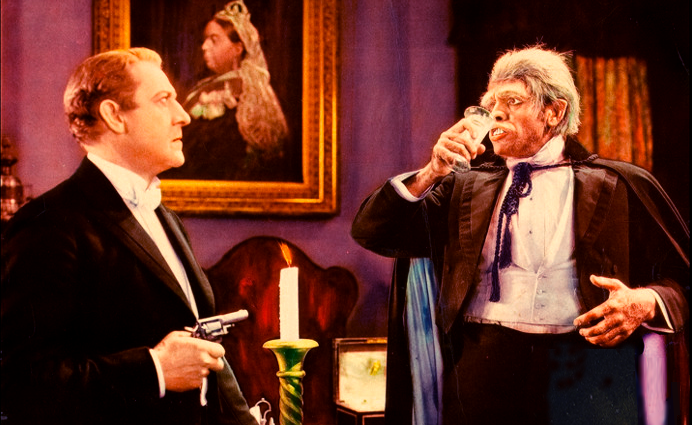
Holmes Herbert e Fredric March.

Il dottor Jekyll è un film del 1931, diretto da Rouben Mamoulian ed è il primo (non muto) basato sul longseller di Robert Louis Stevenson Lo strano caso del dottor Jekyll e del signor Hyde del 1886.
Fu presentato alla prima edizione della Mostra del cinema di Venezia, dove ottenne due riconoscimenti non ufficiali: per il film più originale e per il miglior attore protagonista.
Il film ha avuto un remake, Dr. Jekyll e mr. Hyde nel 1941 diretto da Victor Fleming che usò la stessa sceneggiatura della versione del 1931 anche se non accreditata.

## Trama
Il dottor Henry Jekyll da sempre è ossessionato dalla possibilità di separare i due aspetti che convivono nella psiche umana: il bene e il male (il tema del doppio). Grazie alla propria abilità di chimico, Jekyll crea un siero che gli consentirà, sperimentandolo su se stesso, di ottenere una metamorfosi in cui il male sarà l'unico componente della sua nuova personalità e il bene sarà totalmente assente. A questo misterioso e inquietante individuo dà il nome di Mr. Edward Hyde (basandosi sul verbo "to hide", che vuol dire "nascondere").
Il medico mette a punto anche un antidoto che, assunto all'alba, gli consente di tornare alla sua consueta identità e a esercitare la sua professione. Ma durante la notte la voglia di riassaporare la sensazione di essere Hyde è purtroppo irrefrenabile. Jekyll è fedele alla sua fidanzata Muriel Carew ma quando è Mr. Hyde importuna pesantemente la prostituta Ivy Pearson.
Ben presto gli effetti del siero sfuggono al suo controllo e, ormai permanentemente sotto le spoglie di Hyde, l'uomo strangola Ivy e aggredisce perfino Muriel ma fortunatamente viene scoperto dall'amico e collega Hastie Lanyon e dall'ispettore Newcomen di Scotland Yard, quindi viene ucciso proprio nella sparatoria che ne conseguirà. Quando Hyde è ormai morto, il suo cadavere riassumerà finalmente le sembianze di Jekyll.

## Produzione
Il film fu prodotto dallo stesso regista Rouben Mamoulian per la MGM. Le riprese furono effettuate in interni negli Studi della Paramount, al 5555 di Melrose Avenue a Hollywood e, in esterni, ai Busch Gardens - S. Grove Avenue di Pasadena (per la scena in cui Jekyll guarda l'uccellino e il gatto sull'albero).
Il film fu girato prima dell'entrata in vigore del Codice Hays e viene oggi ricordato per la presenza di forti contenuti sessuali per l'epoca, riscontrabili principalmente nel personaggio della cantante da bar, Ivy Pearson, interpretata da Miriam Hopkins. Quando il film venne rieditato nel 1936, il codice censorio richiese il taglio di 8 minuti della pellicola prima di autorizzare la nuova distribuzione nei cinema. Le scene eliminate furono successivamente reinserite e restaurate per le edizioni in VHS e DVD.
Il trucco scenico utilizzato per la sequenza della trasformazione di Jekyll in Hyde non venne rivelato per decenni (Mamoulian stesso svelò il mistero nel libro The Celluloid Muse). Il make-up venne applicato in colori contrastanti. Una serie di filtri colorati rendeva poi il make-up gradualmente invisibile o presente a seconda della scena. Il cambio del colore non era chiaramente riscontrabile in un film in bianco e nero.
Il trucco ideato da Wally Westmore per Mr. Hyde (volto scimmiesco e peloso, con grossi denti sporgenti) influenzò enormemente l'immagine di Hyde nei media e nei fumetti. I personaggi di Muriel Carew e Ivy Pearson non compaiono nel romanzo originale di Stevenson, ma erano presenti nella versione teatrale dello stesso datata 1887.
La Paramount inizialmente chiese a John Barrymore di interpretare la parte del protagonista, nel tentativo di ricreare la versione del 1920 del film, ma l'attore era sotto contratto con un'altra compagnia, la Metro-Goldwyn-Mayer, e quindi il ruolo venne affidato a March, fisicamente molto somigliante a Barrymore.
Quando la Metro-Goldwyn-Mayer girò un remake della pellicola nel 1941 con Spencer Tracy nel ruolo principale di Jekyll e Hyde, lo studio acquistò i diritti della versione di Mamoulian del 1931. Inoltre furono ritirate quasi tutte le copie in commercio del film precedente e per decenni la maggior parte del film venne creduto perduto. Ironicamente, la versione con Tracy riscosse molto meno successo rispetto all'originale, e March prese ironicamente in giro Tracy spedendogli un telegramma di ringraziamento per aver ridato impulso alla sua carriera d'attore.

## Distribuzione
Distribuito dalla Metro-Goldwyn-Mayer, il film uscì nelle sale statunitensi il 31 dicembre 1931.

### Date di uscita
- Stati Uniti d'America: 31 dicembre 1931
- Danimarca: 16 febbraio 1932
- Svezia: 20 aprile 1932
- Italia: 6 agosto 1932 (Mostra di Venezia)
- Portogallo: 1º novembre 1932
- Finlandia: 4 febbraio 1934
- Germania Ovest: 5 maggio 1970 (prima TV)

Titoli alternativi
- Das Phantom von London - Austria
- Docteur Jekyll et Mr. Hyde - Francia
- Doktor Jekyll - Grecia (titolo traslitterato ISO-LATIN-1)
- Dr. Jekyll és Mr. Hyde - Ungheria
- Dr. Jekyll og Mr. Hyde - Danimarca
- Dr. Jekyll und Mr. Hyde - Germania
- El hombre y el monstruo - Spagna
- Il dottor Jekyll - Italia
- O Médico e o Monstro - Portogallo
- Tri Jekyll & Mr. Hyde - Finlandia

## Doppiaggio
Il film fu doppiato presso gli studi della Paramount di Joinville in Francia nel 1931 da un gruppo di attori arrivati dall'Italia per la versione di vari film americani, con la voce di Olinto Cristina per quella del protagonista.

## Accoglienza

### Critica
Nel 1931, il Los Angeles Times lo definì: "il più grande capolavoro dello schermo - un documento appassionato, vibrante che brilla per la scrittura, la recitazione e la regia"

## Premi e riconoscimenti
- 1932 - Premio Oscar
  - Miglior attore protagonista a Fredric March, (ex aequo con Wallace Beery per Il campione)
  - Candidatura per la migliore sceneggiatura non originale a Samuel Hoffenstein e Percy Heath
  - Candidatura per la migliore fotografia a Karl Struss
- 1932 - Festival di Venezia
  - Miglior attore a Fredric March
  - Miglior film originale a Rouben Mamoulian